# ムーンライズ
『ムーンライズ』（MOON RISE）は、WIT STUDIO制作による日本のWebアニメ。2025年4月10日よりNetflixにて独占配信中。

## 概要
本作は、小説家・脚本家の冲方丁がストーリー原案、漫画家の荒川弘がキャラクター原案、肥塚正史が監督・脚本・シリーズ構成を担当し、WIT STUDIOがアニメーション制作を手がけるSFアニメーション作品である。
人類が地球外へと進出した時代を舞台に、経済格差によって月が地球に対して独立戦争を仕掛ける中、家族が犠牲になった主人公が復讐のために立ち上がる物語が描かれている。監督の肥塚はWIT STUDIOが創る初めてのスペースオペラだと語っている。
作品全体の世界観は冲方主導で作られており、全てが国際AIネットワーク「サピエンティア」に委ねられ、人々はサピエンティアの合理的判断に従って生活を送っているということになっているが、これは冲方のアイデアである。企画段階では、まだAI（人工知能）が普及していたわけではなかったが、先の時代を見据えて冲方はこのアイデアを取り入れた。その上で荒川が作品作りに加わることでキャラクターのパーソナリティーが大きくブラッシュアップされた。
本作はアニメオリジナル企画で、シリーズ全18話で構成されている。制作現場では、これを劇場三部作のような構成でとらえ、1話から6話をシーズン1、7話から13話をシーズン2、14話から最終話をシーズン3と考えていた 。制作の上で軸としたのは、全18話を見続けてもらうために、オリジナルアニメならではの先の読めない展開をいかに楽しく見てもらうかということ。
アニメならではのポイントとして、肥塚は「エングレイブ（作中に登場するテクノロジー）を軸にしたアクション」を挙げている。「どうやったらアニメ映えし、かつ月面下で独創的な戦闘アクションを生み出すことができるのか」ということを考えた結果、アニメ『進撃の巨人』で立体機動装置のアクションを開発した中心メンバーの江原康之にアクションシーンの根本部分を作ってもらい、それをベースにスタッフ陣と話し合いながら各話のアクションシーンを練り込んでいった。

## あらすじ
プロローグ
西暦2XXX年、人類は「緩やかな世界政府」を樹立し、国際AIネットワーク「サピエンティア」が全情報を一元管理する社会を築いた。人々はサピエンティアの合理的な判断に従い、表面的には平和な生活を送っていた。しかし、サピエンティアが主導した「月開拓事業」は、地球の秩序維持のために「犯罪者や汚染物を月へ送り込む」という施策を含んでおり、結果として地球と月の間に大きな格差を生んだ。地球は安定を享受する一方、月では貧困と抑圧が蔓延し、独立を求める勢力が台頭しつつあった。
序盤
ある日、主人公の青年 ジャックは、月の反乱軍による軌道エレベーターの爆破テロに巻き込まれて、家族を亡くしてしまう。彼は、反乱の首謀者であるボブ・スカイラムへの復讐を誓い、地球軍の調査兵として仲間とともに月へと潜入する。一方で、彼の幼馴染であるフィル・アーシュは、過酷な環境の中で月革命軍の一員として独立を目指していた。二人の運命は交錯し、やがて世界の謎を解き明かす戦いへと発展していく。

## 登場人物
ジェイコブ・シャドウ
声 - 小林千晃
本作の主人公。通称「ジャック」。
フィル・アーシュ
声 - 上村祐翔
ジャックの幼馴染。
マリー
声 - アイナ・ジ・エンド
月の民。
リース・ロシェル
声 - 山田美沙希
ゲオルグ・ランドリー
声 - 岡井カツノリ
エリック・ベーカー
声 - 小林ゆう
イナンナ・ジンガー
声 - 香里有佐
ゾワン
声 - 寺崎裕香
オスマ
声 - 高口公介
ドゥアン
声 - 山口恵
ボブ・スカイラム
声 - 相沢まさき
ワイズ・クラウン
声 - 子安武人
ノービス・ハービンジャ
声 - 青森伸
ドクター・サラマンドラ
声 - 園崎未恵
ウィンディ・シルフ
声 - 関根有咲

## 用語
ブラッシュ
低重力下で体に衝撃を受けた時の反動を制御する機能。
エングレイブ
3Dプリンターの発展系のテクノロジー。質量が変わらなければ物体を別の物体に作り替えることが可能で、これを使って武器の種類を自在に変えることもできる。

## 製作
| 監督・シリーズ構成           | 肥塚正史                      |
| 作品原案                     | 冲方丁                        |
| キャラクター原案             | 荒川弘                        |
| キャラクターデザイン         | 山田歩                        |
| サブキャラクターデザイン     | 富田恵美                      |
| 総作画監督                   | 山田歩 門脇聡                 |
| メインアニメーター           | 千葉崇明 工藤大誠             |
| アクションアニメーター       | 胡拓磨 木村智 世良悠子 今泉健 |
| ブラッシュデザイン           | 江原康之                      |
| メカデザイン                 | 胡拓磨                        |
| メカプロップデザイン         | 高畠聡                        |
| 色彩設計                     | 橋本賢                        |
| 美術                         | スタジオイースター            |
| 美術設定                     | 藤井一志 高畠聡               |
| 3DCG監督                     | 廣住茂徳                      |
| 撮影監督                     | 田中宏侍                      |
| 編集                         | 肥田文                        |
| 音響監督                     | 三間雅文                      |
| 音響効果                     | 倉橋裕宗                      |
| 音響制作                     | テクノサウンド                |
| 音楽                         | 川崎龍                        |
| アニメーションプロデューサー | 河村崚磨                      |
| 制作                         | WIT STUDIO                    |

### 沿革
2022年6月9日にNetflixシリーズとして制作が発表された。同時に原作を冲方丁が、監督を肥塚正史が務めることが明かされ、同年9月25日にはキャラクター原案を荒川弘が手掛けることと2024年に配信開始予定であることが発表された。2025年3月7日に主要キャストが発表され、配信開始予定日が2025年4月10日であると告知された。その後、同年3月22日に行なわれた「AnimeJapan 2025」にて、追加キャストと主題歌情報が発表された。

### 企画経緯・制作体制
企画がスタートしたきっかけは、2014、15年頃に、監督の肥塚がWIT STUDIOの代表取締役社長である和田丈嗣と雑談したこと。社長の和田は普段から社内の人間がどんな作品を作りたいと思っているのかを雑談の中でリサーチしており、肥塚が当時公開されていた『スター・ウォーズ』のエピソード7、8の話になった時に「最近そういうアニメがない」という話をしたことも気に留めていて、後日、スペースオペラの企画を提案した。そして和田が一緒に仕事をしたことがある冲方を肥塚に引き合わせたことで企画が動き出し、冲方が小説としてストーリーを書き進めていく中で、ビジュアル面の作り手として荒川の名前も挙がった。
冲方の原案はハードSFの世界に主眼を置いて書かれていたが、肥塚は大人も子供も楽しめる作品にしたいと思い、冲方のハードな世界観や設定を自身が好きな少年漫画的な文法に落とし込むことにした
。そこでキャラクターデザインを担当した山田歩や作画スタッフと話し合い、「現場で描き手が描いていて楽しく、かつキャラクター性、パーソナリティーをふんだんに引き出せる人は誰か」ということを話し合い、その中で最初に名前が挙がったのが荒川だった。また荒川は、肥塚が「スペースオペラを少年漫画の手法で見せる」というコンセプトを考えた時に参考にした漫画家でもあった。肥塚は、荒川の小説をコミカライズする際の「キャラクター性を盛っていくことで誰もがとっつきやすくより楽しい作品に仕上げていく」というアプローチの仕方が本作に合うと考えてキャラクター原案として採用を決めた。
音楽は川崎龍が担当した。肥塚は、脚本と序盤の絵コンテ段階で一度川崎にデモを作ってもらった上でオーケストラ調の壮大なものにしたいという希望を伝え、あとは川崎に一任した。
制作期間については、EPISODE1の作画に入ってからEPISODE18が完成するまで2年11ヶ月かかっている。
テレビアニメとして制作するのは難しかったので、パートナーとして手を挙げてくれたNetflixでの独占配信となった。制作スタイルがテレビシリーズのフォーマットとは大きく異なるので、Netflixとの仕事の経験を買われて河村崚磨プロデューサーが参加することになった。尺が決まっているテレビシリーズと違い、尺が一定ではないNetflixの場合、各エピソードにどれくらいの人手が必要かの予想がつかないので、最適な人員配置を行うにはある程度の手腕が必要だからである。

### 脚本
脚本・シリーズ構成は監督の肥塚が自ら担当している。冲方の描くハードSFな世界観と膨大な設定を映像化するには、情報を整理した上で必要なものを厳選し、それ以外を削ぎ落とす作業が必要で、場合によっては原作にいたキャラクターも削ったりしなければならなかった。そういう作業を他人に任せることは出来なかったため、肥塚は自分で書くことにした。
冲方の小説がストーリーの大本にはなっているが、肥塚や荒川らスタッフも含めて作品を形作っていった。冲方の小説は世界観やハードSFとしての面白さを表現することに力が注がれているため、肥塚は自分や荒川のエッセンスを加えることで人間ドラマ的な部分を描き、一つの物語としてまとめた。

### キャスティング・収録
キャスティングについてはNetflixから決定権が預けられた制作側が行った。立ち上げメンバーの中で声のイメージはある程度出来上がっていたので、デモテープを聞いて自然と決まっていった。その中で、マリー役については、本職の声優ではない違う文化圏の人物に演じて欲しいと思った肥塚が音響監督の三間雅文に相談したところ、「アイナ・ジ・エンド一択だ」と推薦され、彼女にオファーすることになった。アイナは主題歌も担当しているが、実はキャストとしてのオファーの方が先だった。またアイナは歌唱だけでなく作詞と作曲も任されることになった。
アフレコは制作に合わせたために長期にわたり、1話から最終話まで約2年かかった。ジャック役の小林によれば、第1話アフレコ時点ですでに完成映像が用意されており、WIT STUDIOによる作画と演出は、キャストから見ても非常に高い完成度であったという。また、小林は、第1話から映像の迫力と気合を強く感じたと述べ、制作スタッフが長い時間をかけ、作品に真摯に取り組んでいる様子を実感したと語った。フィル役の上村も、収録現場におけるキャスト同士の掛け合いから生まれる緊張感や、収録期間の長さが印象的だったと振り返っている。

## 主題歌
「大丈夫」
アイナ・ジ・エンドによるエンディングテーマ。作詞はアイナ・ジ・エンド、作曲はアイナ・ジ・エンドとなかむらしょーこ。編曲はなかむらしょーことマキアダチ。
「ムーン・リバー」
第2話、第8話、第18話の挿入歌。作詞はジョニー・マーサー、作曲はヘンリー・マンシーニ。

## 各話リスト
| 話数          | サブタイトル                       | 脚本              | 絵コンテ                   | 演出              | 作画監督                                                                           | 総作画監督    |
| ------------- | ---------------------------------- | ----------------- | -------------------------- | ----------------- | ---------------------------------------------------------------------------------- | ------------- |
| EPISODE1      | 始まりの夜 THE NIGHT IT ALL BEGAN  | 肥塚正史          | 肥塚正史                   | 田中洋之          | 山田歩 千葉崇明 工藤大誠                                                           | 山田歩        |
| EPISODE2      | あの日 A FATEFUL DAY               | 肥塚正史          | 徳土大介                   | 山城智恵          | 千葉崇明 渡部貴喜 迎千葉瑠 滝口弘喜                                                | 山田歩        |
| EPISODE3      | 邂逅 AN UNEXPECTED FACE            | 肥塚正史          | 江原康之                   | 江原康之          | 富田恵美 工藤大誠 千葉崇明 加藤美穂 門脇聡                                         | 門脇聡        |
| EPISODE4      | 大切なもの WHAT MATTERS MOST       | 肥塚正史          | 佐藤雄三                   | 内田信吾          | 仲本季咲 三橋美枝子 千葉崇明 工藤大誠                                              | 門脇聡        |
| EPISODE5      | 正体 REVELATION                    | 肥塚正史          | 肥塚正史 平川哲生          | 洪佩妮            | 富田恵美 山田真也 新宮祐介 大原大                                                  | 山田歩        |
| EPISODE6      | 再会 REUNION                       | 肥塚正史          | 宮地昌幸 山城智恵          | 鈴木利正          | 工藤大誠 千葉崇明 手塚響平 迎千葉瑠 渡部貴喜                                       | 門脇聡        |
| EPISODE7      | 月の民 PEOPLE OF THE MOON          | 肥塚正史          | 山城智恵                   | 山城智恵          | 富田恵美 工藤大誠 迎千葉瑠 三橋美枝子                                              | 山田歩        |
| EPISODE8      | マリー MARY                        | 肥塚正史          | 川畑喬                     | 中邑正            | 李小雷                                                                             | 門脇聡        |
| EPISODE9      | 変わらない想い UNCHANGING FEELINGS | 肥塚正史          | 澤井幸次                   | 阿波部竜太朗      | 胡拓磨 張紹偉 仲本季咲 三橋美枝子                                                  | 山田歩        |
| EPISODE10     | 追及 PURSUIT                       | 肥塚正史          | 江原康之                   | 江原康之          | 張紹偉 千葉崇明 滝口弘喜 仲本季咲                                                  | 門脇聡        |
| EPISODE11     | 未知 UNKNOWN                       | 肥塚正史          | 佐藤雄三                   | 鈴木佑太          | 工藤大誠 富田恵美 千葉崇明 三橋美枝子                                              | 山田歩        |
| EPISODE12     | 落ちる影 FALLING SHADOWS           | 肥塚正史          | 江崎慎平                   | 赤松康裕          | 胡拓磨 手島舞 滝口弘喜 林弘子 東孝行                                               | 門脇聡        |
| EPISODE13     | 別離 PARTING                       | 肥塚正史          | 宮地昌幸                   | 橋口淳一郎        | 千葉崇明 胡拓磨 工藤大誠 木村智 富田恵美 東孝行 仲本季咲                           | 山田歩        |
| EPISODE14     | 過去と現実 THE PAST AND REALITY    | 肥塚正史 河口友美 | 宮地昌幸                   | 鈴木利正          | 手島舞 富田恵美 東孝行 林弘子 千葉崇明 滝口弘喜                                    | 門脇聡        |
| EPISODE15     | 思惑 EXPECTATIONS                  | 肥塚正史 河口友美 | 澤井幸次                   | 阿波部竜太朗      | 千葉崇明 胡拓磨 工藤大誠 木村智 中島舞                                             | 山田歩        |
| EPISODE16     | 追想 REMINISCENCE                  | 肥塚正史 河口友美 | 山﨑香子                   | 川部真也          | 迎千葉瑠 富田恵美 中島舞 林弘子 東孝行 王渝 小螺 薛雨欣                            | 門脇聡        |
| EPISODE17     | 支配 DOMINATION                    | 肥塚正史 河口友美 | 野村和也 澤井幸次 江原康之 | 本間修 江原康之   | 村上達也 加藤寛崇 江原康之 南東寿幸 大倉啓右                                       | 山田歩        |
| FINAL EPISODE | 君を継ぐ CARRY ON YOUR WILL        | 肥塚正史 河口友美 | 荒木哲郎 神谷雄貴          | 山城智恵 鈴木佑太 | 手島舞 チョ アヨン 工藤大誠 富田恵美 滝口弘喜 東孝行 原修一 迎千葉瑠 中島舞 胡拓磨 | 門脇聡 山田歩 |

## 小説
冲方丁による書き下ろし原案小説全3巻がTO文庫（TOブックス）より2025年4月25日に同時発売された。
| 巻数 | タイトル                          | 発売日        | ISBN                   |
| ---- | --------------------------------- | ------------- | ---------------------- |
| 1    | ムーンライズI ボーン・デイ        | 2025年4月25日 | ISBN 978-4-86794-490-5 |
| 2    | ムーンライズII シード・ブリンガー | 2025年4月25日 | ISBN 978-4-86794-491-2 |
| 3    | ムーンライズIII エクリプス        | 2025年4月25日 | ISBN 978-4-86794-492-9 |